# À hauteur d'homme (film, 1981)
 (novembre 2022).
Si vous disposez d'ouvrages ou d'articles de référence ou si vous connaissez des sites web de qualité traitant du thème abordé ici, merci de compléter l'article en donnant les références utiles à sa vérifiabilité et en les liant à la section « Notes et références ».
Pour les articles homonymes, voir À hauteur d'homme.
À hauteur d'homme est un film belge de long métrage réalisé par Jean-Marie Piquint en 1981.

## Synopsis
À hauteur d'homme est inspiré de la vie du docteur Louis Seutin, médecin et chirurgien belge du XIXe siècle qui s'initia à son art au milieu des combats des guerres du Premier Empire français. Rentré en Belgique, il se consacra au progrès de la médecine, notamment dans la réorganisation des hôpitaux et dans les domaines de la lutte contre la fièvre puerpérale, du développement de la chirurgie osseuse et de la guérison des fractures. Sa méthode amovo-inamovible de réduction des fractures échappe aux défauts des méthodes qui l'ont précédée en conjuguant les avantages des méthodes légères et des méthodes lourdes sans leurs inconvénients.

## Fiche technique
- Réalisation : Jean-Marie Piquint
- Musique : José Berghmans
- Format : exploité par projections en salles de copies en réduction 16 mm (d'après le négatif original 35 mm), Eastmancolor
- Genre : fiction historique

## Distribution
- Jacques Lippe
- Francis Houtteman
- Michel Carnoy
- André Mairesse
- Jean Musin : Le narrateur

## Le film
Ce long métrage de fiction historique, avec Jacques Lippe, Francis Houtteman et Michel Carnoy comme acteurs principaux et Jean Musin pour la voix "off", est réalisé dans des décors d'époque et se signale par une présentation fidèle de la méthode de Seutin, mais aussi par des scènes de la chirurgie de guerre au milieu des combats reconstitués avec une nombreuse figuration militaire et par la reconstitution réaliste d'opérations chirurgicales exécutées à l'ancienne avec des instruments du XIXe siècle.